# 圆锥曲线

圆锥曲线

圆锥曲线（英語：conic section），又稱圓錐截痕、圓錐截面、二次平面曲线，是数学、幾何學中透过平切圆锥（嚴格為一个正圆锥面和一个平面完整相切）得到的曲线，包括圆，椭圆，抛物线，双曲线及一些退化类型。
圆锥曲线在約西元前200年時就已被命名與研究，其發現者為古希臘的數學家阿波羅尼奥斯，當时阿波羅尼阿斯已对它们的性质做過系统性的研究。
圆锥曲线应用最广泛的定义为（椭圆，抛物线，双曲线的统一定义）：动点到一定点（焦点）的距离与其到一定直线（准线）的距离之比为常数（離心率{\displaystyle e}）的点的集合是圆锥曲线。对于{\displaystyle 0<e<1}得到椭圆，对于{\displaystyle e=1}得到抛物线，对于{\displaystyle e>1}得到双曲线。

## 定义

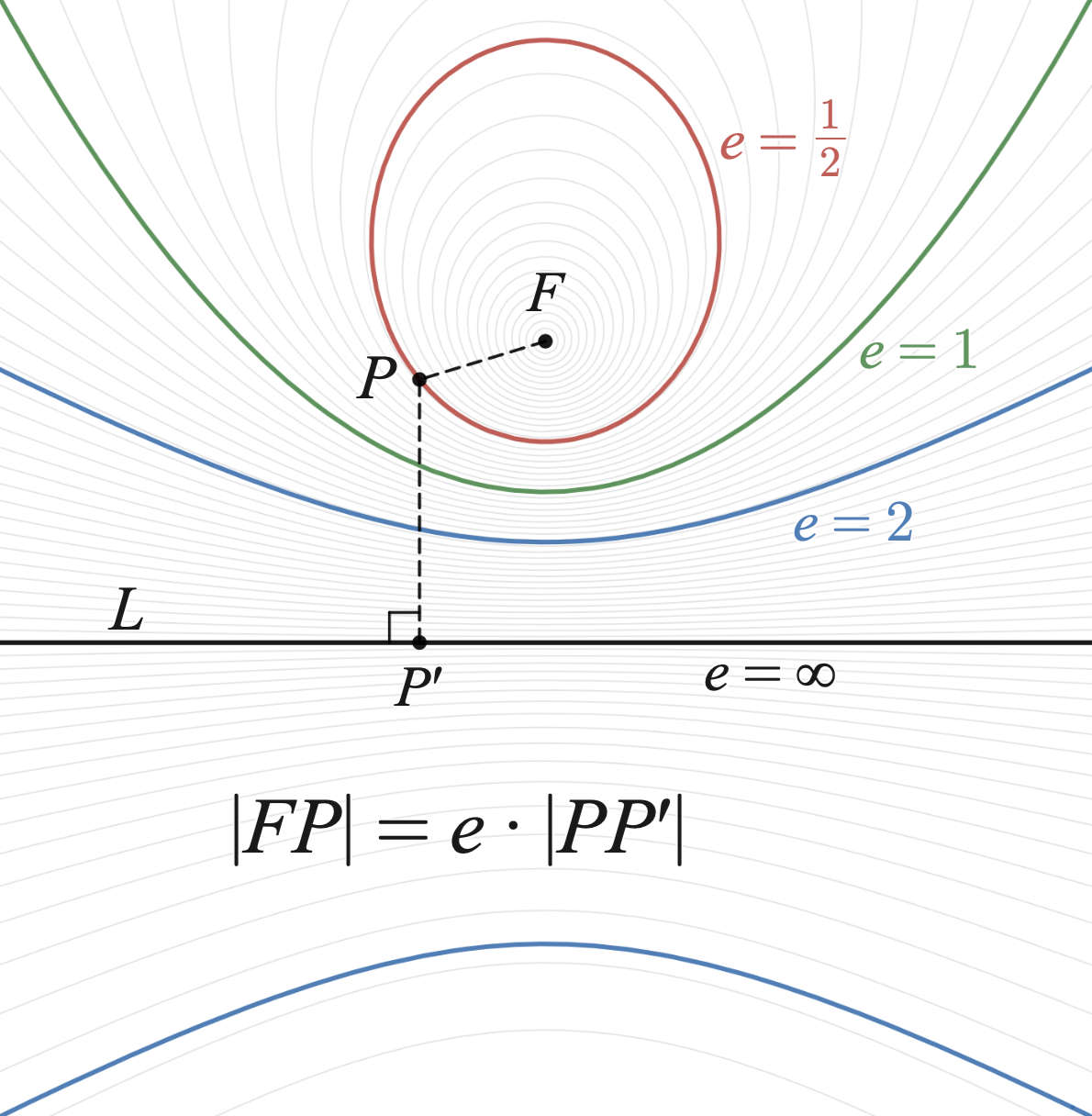
有同一焦点 和同一准线 的：椭圆（=1/2）、抛物线（=1）、双曲线（=2）。

设{\displaystyle F}为定点，{\displaystyle l}为定直线，{\displaystyle e}为正常数，称满足{\displaystyle {\frac {|PF|}{|Pl|}}=e}的动点{\displaystyle P}的轨迹为圆锥曲线。
其中{\displaystyle F}为其焦点，{\displaystyle l}为准线，{\displaystyle e}为离心率。
由此可知，圆锥曲线的极坐标参数方程为{\displaystyle \rho =e(d-\rho \cos \theta )}或{\displaystyle \rho ={\frac {ed}{1\pm e\cos \theta }}}（正负号由所选焦点与定直线所处的位置不同而引起）。
其中{\displaystyle \theta }为{\displaystyle PF}与极轴的夹角，{\displaystyle d}为定直线{\displaystyle x=d}，即准线到焦点的距离。
将参数方程转换成直角坐标方程易得，
当{\displaystyle e=1}时，曲线为抛物线。
当{\displaystyle e\neq 1}时，
当{\displaystyle 0<e<1}时，曲线为椭圆。
当{\displaystyle e>1}时，曲线为双曲线。

## 圆锥曲线的类型
| 圆锥曲线 | 方程                                                            | 離心率（e）                                        | 半焦距（c）                           | 半正焦弦（ℓ）                      | 焦点准线距离（p）                                    |
| -------- | --------------------------------------------------------------- | -------------------------------------------------- | ------------------------------------- | ---------------------------------- | ---------------------------------------------------- |
| 圓       | {\displaystyle x^{2}+y^{2}=a^{2}\,}                             | {\displaystyle 0\,}                                | {\displaystyle 0\,}                   | {\displaystyle a\,}                | {\displaystyle \infty }                              |
| 橢圓     | {\displaystyle {\frac {x^{2}}{a^{2}}}+{\frac {y^{2}}{b^{2}}}=1} | {\displaystyle {\sqrt {1-{\frac {b^{2}}{a^{2}}}}}} | {\displaystyle {\sqrt {a^{2}-b^{2}}}} | {\displaystyle {\frac {b^{2}}{a}}} | {\displaystyle {\frac {b^{2}}{\sqrt {a^{2}-b^{2}}}}} |
| 拋物線   | {\displaystyle y^{2}=4ax\,}                                     | {\displaystyle 1\,}                                | {\displaystyle -\,}                   | {\displaystyle 2a\,}               | {\displaystyle 2a\,}                                 |
| 雙曲線   | {\displaystyle {\frac {x^{2}}{a^{2}}}-{\frac {y^{2}}{b^{2}}}=1} | {\displaystyle {\sqrt {1+{\frac {b^{2}}{a^{2}}}}}} | {\displaystyle {\sqrt {a^{2}+b^{2}}}} | {\displaystyle {\frac {b^{2}}{a}}} | {\displaystyle {\frac {b^{2}}{\sqrt {a^{2}+b^{2}}}}} |

圆锥曲线的类型：1.抛物线2.圆和椭圆3.双曲线

椭圆，圆：当平面只与圆锥面一侧相交，交截线是闭合曲线的时候，且不过圆锥顶点，结果为椭圆。如果截面与圆锥面的对称轴垂直，结果为圆。
抛物线：截面仅与圆锥面的一条母线平行，结果为抛物线。
双曲线：截面与圆锥面两侧都相交，且不过圆锥顶点，结果为双曲线。
在平面通过圆锥的顶点的时候，有一些退化情况。交截线可以是一个直线、一个点、或一对直线。

## 几何性质

### 椭圆（ellipse）
椭圆上的点到两个焦点的距离和等于长轴长（2a）。

### 抛物线（Parabola）
抛物线上的点到焦点的距离等于该点到准线的距离。

### 双曲线（Hyperbola）
双曲线上的点到两个焦点的距离之差的绝对值等于貫轴长（2a）。

### 离心率

有固定焦点F和准线的圓（e=0) 、椭圆（e=1/2）、抛物线 (e=1)和双曲线（e=2）。

对于椭圆和双曲线，可以采用两种焦点-准线组合，每个都给出同样完整的椭圆或双曲线。从中心到准线的距离是{\displaystyle a/e\ }，这里的{\displaystyle a\ }是椭圆的半长轴，或双曲线的半实轴。从中心到焦点的距离是{\displaystyle ae\ }。
在圆的情况下，{\displaystyle e=0}且准线被假想为离中心无限远。这时声称圆由距离是到L的距离的e倍的所有点组成是没有意义的。
圆锥曲线的离心率因此是对它偏离于圆的程度的度量。
对于一个给定的{\displaystyle a\ }，{\displaystyle e\ }越接近于1，半短轴就越小。

## 笛卡尔坐标
在笛卡尔坐标系内，二元二次方程的圖像可以表示圓錐曲線，并且所有圓錐曲線都以這種方式引出。方程有如下形式
{\displaystyle Q(x,y)=Ax^{2}+Bxy+Cy^{2}+Dx+Ey+F=0}
此處參數{\displaystyle A\,}，{\displaystyle B\,}和{\displaystyle C\,}不得皆等於{\displaystyle 0\ }。

### 矩陣表示
上述方程可以使用矩陣表示爲
{\displaystyle \left[{\begin{matrix}x&y\end{matrix}}\right]\left[{\begin{matrix}A&B/2\\B/2&C\end{matrix}}\right]\left[{\begin{matrix}x\\y\end{matrix}}\right]+\left[{\begin{matrix}D&E\end{matrix}}\right]\left[{\begin{matrix}x\\y\end{matrix}}\right]+F=0}
亦可以寫作
{\displaystyle \left[{\begin{matrix}x&y&1\end{matrix}}\right]\left[{\begin{matrix}A&B/2&D/2\\B/2&C&E/2\\D/2&E/2&F\end{matrix}}\right]\left[{\begin{matrix}x\\y\\1\end{matrix}}\right]=0}
這是在射影幾何中使用的齊次形式的一個特例。 (参见齐次坐标)
下文中記{\displaystyle A_{33}=\left[{\begin{matrix}A&B/2\\B/2&C\end{matrix}}\right]}，記{\displaystyle A_{Q}={\begin{bmatrix}A&B/2&D/2\\B/2&C&E/2\\D/2&E/2&F\end{bmatrix}}}。

### 類別
藉由{\displaystyle A_{Q}}，我們可以判定圓錐曲線是否退化。
- 若{\displaystyle \det(A_{Q})=0}，則圓錐曲線{\displaystyle Q}退化。
- 若{\displaystyle \det(A_{Q})\neq 0}，則圓錐曲線{\displaystyle Q}未退化。

若圓錐曲線未發生退化，則
- 若 {\displaystyle \det(A_{33})>0}, 方程表示一個橢圓；
  - 對於橢圓，當{\displaystyle (A+C)\det(A_{Q})<0}時，{\displaystyle Q}爲一個實橢圓；當{\displaystyle (A+C)\det(A_{Q})>0}時{\displaystyle Q}爲一個虛橢圓。（例如，{\displaystyle 2x^{2}+y^{2}+10=0}沒有任何實值解，是一個虛橢圓）
  - 特別的，若{\displaystyle A=C} ，{\displaystyle B=0}且{\displaystyle D^{2}+E^{2}-4AF>0\,}，作爲橢圓的特殊情況，{\displaystyle Q}表示一個圓。
- 若 {\displaystyle \det(A_{33})=0}，{\displaystyle Q}表示一條拋物線；
- 若 {\displaystyle \det(A_{33})<0}，{\displaystyle Q}表示一條雙曲線；
  - 若{\displaystyle A+C=0} ，{\displaystyle Q}表示一條直角雙曲線。

若圓錐曲線發生退化，則
- 若{\displaystyle \det(A_{33})>0}，作爲橢圓的退化，{\displaystyle Q}爲一個點。
- 若{\displaystyle \det(A_{33})=0}，作爲拋物線的退化，{\displaystyle Q}爲兩條平行直線。
  - 若{\displaystyle D^{2}+E^{2}>4(A+C)F}，{\displaystyle Q}爲兩條不重合的平行直線。
  - 若{\displaystyle D^{2}+E^{2}=4(A+C)F}，{\displaystyle Q}爲兩條重合的平行直線。（特別的，此時{\displaystyle A_{Q}}的秩爲1）
  - 若{\displaystyle D^{2}+E^{2}<4(A+C)F}，{\displaystyle Q}直線不存在與實平面中。
- 若{\displaystyle \det(A_{33})<0}，作爲雙曲線的退化，{\displaystyle Q}爲兩條相交直線。（同時，也是雙曲線的漸近線）

在此處的表達中，{\displaystyle A}和{\displaystyle B}爲多項式係數，而非半長軸{\displaystyle A}和半短軸{\displaystyle B}。

### 不變量
矩陣{\displaystyle A_{Q}}、{\displaystyle A_{33}}的行列式，以及{\displaystyle A+C}（{\displaystyle A_{33}}的跡）在任意的旋轉和座標軸的交換中保持不變。 :60–62頁 常數項{\displaystyle F}以及{\displaystyle D^{2}+E^{2}}僅在旋轉中保持不變。:60–62頁

### 離心率
{\displaystyle Q}的離心率可被寫作關於{\displaystyle Q}係數的函數。 若 {\displaystyle \det(A_{33})=0}，{\displaystyle Q}爲 拋物線，其離心率爲1。其它情況下，假設{\displaystyle Q}表達一個未退化的橢圓或雙曲線，那麼 
{\displaystyle e={\sqrt {\frac {2{\sqrt {(A-C)^{2}+B^{2}}}}{\eta (A+C)+{\sqrt {(A-C)^{2}+B^{2}}}}}},}
此處若{\displaystyle \det(A_{Q})}爲負則{\displaystyle \eta =1}；若{\displaystyle \det(A_{Q})}爲正則{\displaystyle \eta =-1}。
此外，離心率{\displaystyle e}也是下述方程的一個正根:89頁
{\displaystyle \Delta e^{4}+[(A+C)^{2}-4\Delta ]e^{2}-[(A+C)^{2}-4\Delta ]=0,}
此處 {\displaystyle \Delta =\det(A_{33})} 。對於橢圓或拋物線，該方程只有一個正根，即其離心率；對於雙曲線，其有兩個正根，其中的一個爲其離心率。

### 轉換爲標準方程
對於橢圓或雙曲線，{\displaystyle Q}可用變換後的變量{\displaystyle x',y'}表示爲如下所示的標準形式
{\displaystyle {\frac {x'^{2}}{-S/\lambda _{1}^{2}\lambda _{2}}}+{\frac {y'^{2}}{-S/\lambda _{1}\lambda _{2}^{2}}}=1,}
或等價的
{\displaystyle {\frac {x'^{2}}{-S/\lambda _{1}\Delta }}+{\frac {y'^{2}}{-S/\lambda _{2}\Delta }}=1,}
此處，{\displaystyle \lambda _{1}}和{\displaystyle \lambda _{2}}爲{\displaystyle A_{33}}的特徵值，也即下述方程的兩根：
{\displaystyle \lambda ^{2}-(A+C)\lambda +(AC-(B/2)^{2})=0}
同時，{\displaystyle S=\det(A_{Q})}，{\displaystyle \Delta =\lambda _{1}\lambda _{2}=\det(A_{33})}。 
透過座標變換，各種類型的圓錐曲線都可以表示爲其標準形式：
| 方程式     | 圆                                            | 椭圆                                                        | 抛物线                       | 双曲线                                                                                  |
| ---------- | --------------------------------------------- | ----------------------------------------------------------- | ---------------------------- | --------------------------------------------------------------------------------------- |
| 标准方程式 | {\displaystyle {x^{2}}+{y^{2}}=a^{2}\ }       | {\displaystyle {x^{2} \over a^{2}}+{y^{2} \over b^{2}}=1\ } | {\displaystyle y^{2}=4ax\,}  | {\displaystyle {x^{2} \over a^{2}}-{y^{2} \over b^{2}}=1\ }                             |
| 参数方程式 | {\displaystyle a\cos \theta ,a\sin \theta \,} | {\displaystyle a\cos \theta ,b\sin \theta \,}               | {\displaystyle at^{2},2at\,} | {\displaystyle a\sec \theta ,b\tan \theta \,}或 {\displaystyle \pm a\cosh u,b\sinh u\,} |

## 极坐标

椭圆的半正焦弦

圆锥曲线的半正焦弦（semi-latus rectum）通常指示为{\displaystyle \ell }，是从单一焦点或两个焦点中的一个，到圆锥曲线自身的，沿着垂直于主轴（长轴）的直线度量的距离。它有关于半长轴{\displaystyle a}，和半短轴{\displaystyle b}，通过公式{\displaystyle a\ell =b^{2}\ }或{\displaystyle \ell =a(1-e^{2})\ }。
在极坐标系中，圆锥曲线有一个焦点在原点，如果有另一个焦点的话它在正x轴上，给出自方程
{\displaystyle r={\ell  \over (1-e\cos \theta )}}，
或者，
{\displaystyle {\frac {1}{r}}={\frac {1}{\ell }}(1-e\cos \theta )}，
如上，对于{\displaystyle e=0}得到一个圆，对于{\displaystyle 0<e<1}得到椭圆，对于{\displaystyle e=1}得到抛物线，对于{\displaystyle e>1}得到双曲线。

## 齐次坐标
在齐次坐标下圆锥曲线可以表示为：
{\displaystyle A_{1}x^{2}+A_{2}y^{2}+A_{3}z^{2}+2B_{1}xy+2B_{2}xz+2B_{3}yz=0\;}
或表示为矩阵：
{\displaystyle {\begin{bmatrix}x&y&z\end{bmatrix}}.{\begin{bmatrix}A_{1}&B_{1}&B_{2}\\B_{1}&A_{2}&B_{3}\\B_{2}&B_{3}&A_{3}\end{bmatrix}}.{\begin{bmatrix}x\\y\\z\end{bmatrix}}=0}
矩阵{\displaystyle M={\begin{bmatrix}A_{1}&B_{1}&B_{2}\\B_{1}&A_{2}&B_{3}\\B_{2}&B_{3}&A_{3}\end{bmatrix}}}叫做“圆锥曲线矩阵”。
{\displaystyle \Delta =det(M)={\begin{vmatrix}A_{1}&B_{1}&B_{2}\\B_{1}&A_{2}&B_{3}\\B_{2}&B_{3}&A_{3}\end{vmatrix}}}叫做圆锥曲线的行列式。如果{\displaystyle \Delta =0}则这个圆锥曲线被称为退化的，这意味着圆锥曲线是两个直线的联合（两相交直线，两平行直线或两重合直线）或一点。。
例如，圆锥曲线{\displaystyle {\begin{bmatrix}x&y&z\end{bmatrix}}.{\begin{bmatrix}1&0&0\\0&-1&0\\0&0&0\end{bmatrix}}.{\begin{bmatrix}x\\y\\z\end{bmatrix}}=0}退化为两相交直线：{\displaystyle \{x^{2}-y^{2}=0\}=\{(x+y)(x-y)=0\}=\{x+y=0\}\cup \{x-y=0\}}。
类似的，圆锥曲线有时退化为两重合直线（两直线重合成一条）:
{\displaystyle \{x^{2}+2xy+y^{2}=0\}=\{(x+y)^{2}=0\}=\{x+y=0\}\cup \{x+y=0\}=\{x+y=0\}}。
{\displaystyle \delta ={\begin{vmatrix}A_{1}&B_{1}\\B_{1}&A_{2}\end{vmatrix}}}被称为圆锥曲线的判别式。如果{\displaystyle \delta =0}则圆锥曲线是抛物线，如果{\displaystyle \delta <0}则是双曲线，如果{\displaystyle \delta >0}则是椭圆。如果{\displaystyle \delta >0}且{\displaystyle A_{1}=A_{2}}，圆锥曲线是圆；如果{\displaystyle \delta <0}且{\displaystyle A_{1}=-A_{2}}，它是直角双曲线。可以证明在複射影平面{\displaystyle \mathbb {CP} ^{2}}中，两个圆锥曲线共有四个点（如果考虑重根），所以永不多于4个交点并总有1个交点（可能性：4个不同的交点，2个单一交点和1个双重交点，2个双重交点，1单一交点和1个三重交点，1个四重交点）。如果存在至少一个重根{\displaystyle >1}的交点，则两个圆锥曲线被称为相切的。如果只有一个四重交点，两个圆锥曲线被称为是共振的。
进一步的，每个直线与每个圆锥曲线相交两次。如果两交点是重合成一点，则这个线被称为切线。因为所有直线交圆锥曲线两次，每个圆锥曲线有两个点在无穷远（与无穷远线的交点）。如果这些点是实数的，圆锥曲线必定是双曲线；如果它们是虚共轭，圆锥曲线必定是椭圆，如果圆锥曲线有双重点在无穷远，则它是抛物线。如果在无穷远的点是{\displaystyle (1,i,0)}和{\displaystyle (1,-i,0)}，则圆锥曲线是圆。如果圆锥曲线有一个实数点和一个虚数点在无穷远，或它有两个不共轭的虚数点，它不是抛物线、不是椭圆、不是双曲线。